# Myromeus subpictus
Myromeus subpictus är en skalbaggsart som beskrevs av Francis Polkinghorne Pascoe 1864. Myromeus subpictus ingår i släktet Myromeus och familjen långhorningar. Inga underarter finns listade i Catalogue of Life.